# Vermilingua
I Vermilingui (Vermilingua, Illiger 1811) sono un sottordine di mammiferi, i cui rappresentanti attuali sono i formichieri. Questi animali, che fanno parte dell'ordine dei Pilosa, sono diffusi in Sudamerica e in alcune parti dell'America Centrale.

## Sistematica
Il sottordine contiene 4 specie raggruppate in tre generi e due famiglie:
Sottordine Vermilingua
- Famiglia Cyclopedidae
  - Genere Cyclopes
    - Cyclopes didactylus - formichiere nano
- Famiglia Myrmecophagidae
  - Genere Myrmecophaga
    - Myrmecophaga tridactyla - formichiere gigante

  - Genere Tamandua
    - Tamandua mexicana - tamandua del Messico
    - Tamandua tetradactyla - tamandua tetradattilo

## Descrizione e abitudini

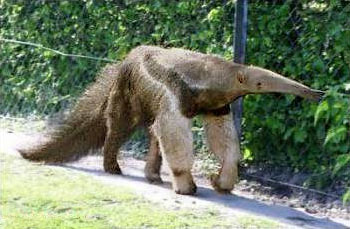
Formichiere gigante (Myrmecophaga tridactyla)

I vermilingui sono caratterizzati dall'estremo allungamento delle ossa delle mascelle e dall'assenza di dentatura. Nella forma più grande e più nota, il formichiere gigante (Myrmecophaga tridactyla), le specializzazioni si sono estremizzate. Tutti i vermilingui si cibano di insetti, che catturano tramite la lunga lingua viscosa.

## Evoluzione
Nella documentazione fossile, i vermilingui appaiono dapprima con la famiglia dei mirmecofagidi nel Miocene inferiore (circa 18 milioni di anni fa), e il genere Protamandua è già simile all'attuale Tamandua; i formichieri nani (Cyclopedidae) compaiono alla fine dello stesso periodo, con il genere Paleomyrmidon. In ogni caso, sembra che i vermilingui non siano mai stati abbondanti durante la loro evoluzione e non abbiano mai abbandonato il Sudamerica, loro terra d'origine.
Un fossile rinvenuto in Germania e risalente all'Eocene medio (circa 50 milioni di anni fa) è stato battezzato Eurotamandua joresi per la notevole somiglianza con l'attuale tamandua. Per alcuni anni dopo la sua scoperta, gli studiosi ritennero che questo animale fosse ancestrale al gruppo dei formichieri, e che forse tutti gli xenartri ebbero origine in Europa. Studi successivi, però, hanno dimostrato che Eurotamandua non era un vero formichiere, ma una forma primitiva di pangolino ancora priva di scaglie.